# Salmson Sal II
Die Salmson Sal II war ein französisches Aufklärungsflugzeug, das im Ersten Weltkrieg zum Einsatz kam.

## Entwicklung
Die Sal II entstand bei der Societé des Moteurs Salmson in Billancourt (Seine). Salmson war eigentlich als Motorenhersteller bekannt, begann jedoch 1916 auch mit der Entwicklung von Flugzeugen. Zunächst entstand nach dem Entwurf von Leutnant René Moineau die Salmson-Moineau SM-1, ein 2 t schwerer dreisitziger Aufklärer mit einer Spannweite vom 17,47 m, einer Flügelfläche von 70 m² und einer Länge von 10,49 m sowie der ungewöhnlichen Konstruktionseigenschaft, dass der im Rumpf eingebaute Sternmotor über Wellen zwei seitlich angebrachte Propeller antrieb und der Maschine eine Geschwindigkeit von 130 km/h verlieh. Der Prototyp erschien 1916 mit einem 160 PS Salmson P-9 Motor. Die Motorleistung war zu schwach, daher erfolgte 1917 der Einbau eines 240 PS Salmson-Motors. Zehn Flugzeuge wurden gebaut und vier Ende 1917 kurzzeitig eingesetzt, aber die Flugleistungen der SM-1 waren zu schwach und erzielten keinen großen Erfolg. Auch eine zweimotorige Variante wurde erprobt.
1917 folgte die Salmson D mit 130 PS Clerget-Motor, der aber ebenfalls nicht in Serie ging. Das Flugzeug glich weniger ihrem Vorgänger SM-1, sondern eher dem Sopwith 1½ Strutter, der von Salmson in Lizenz gefertigt wurde. Der Prototyp wurde in einer weiteren Variante mit dem neun-Zylinder-Sternmotor von Canton-Unné ausgestattet und erhielt die Bezeichnung Salmson II. Besondere Kennzeichen waren der einschließlich Motorenverkleidung stark gerippte Rumpf, das einteilig verstellbare Höhen- und Seitenleitwerk und die Tragflächen gleicher Spannweite mit doppelten Querrudern. Nach der Abnahme durch die Militärbehörden am 29. April 1917 ging das Flugzeug in die Serienproduktion, um die inzwischen veralteten Sopwith 1½ Strutter und Dorand AR.2 zu ersetzen.

## Einsatz
In den Versionen A.2 als Aufklärungs- und B.2 als leichtes Bombenflugzeug erschien die Salmson II ungefähr zeitgleich mit der Bréguet 14 Ende 1917 an der Front. Sie wurde als Tagbomber, Erdkampfflugzeug oder Fotoaufklärer eingesetzt, wozu eine Kamera mit einer Klapptür fest eingebaut werden konnte. Das Flugzeug erwies sich als sehr robust und leistungsfähig. Der zu große Abstand zwischen Pilot und Beobachter erschwerte jedoch die Verständigung. Insgesamt blieb die Sal II in der Beliebtheit und im wirtschaftlichen Erfolg aber immer hinter ihrem Konkurrenzmuster zurück; speziell in der Einsatzrolle als Bomber zog man in den Frontverbänden eindeutig die Bréguet 14 vor. Dennoch wurden 3.200 Maschinen produziert, 2.200 davon wurden von Salmson, die übrigen von den Herstellern Latécoère, Hanriot und Desfontaines geliefert. An der Westfront flogen 22 Staffeln der französischen Aéronautique Militaire diesen Typ, in Italien zwei weitere. 705 Flugzeuge gingen an die amerikanische Verbände. Elf Staffeln erhielten sie, teils mit einem Lewis-MG auf der oberen Tragfläche, teils mit einem synchronisierten Merlin-MG, zur Überbrückung bis zur Lieferung der D.H.4A Liberty Plane erhielten.

## Varianten
Neben der zweisitzigen Variante Salmson II D.2 als Schulflugzeug mit Doppelsteuerung entwickelte Salmson folgende Nachfolgemodelle:
- Salmson Sal III C.1 als Jagdeinsitzer.
- Salmson Sal IV Ab.2 mit verlängertem und gepanzertem Rumpf als Erdkampfflugzeug, in geringer Menge bis Kriegsende hergestellt.
- Salmson Sal V als Weiterentwicklung der Sal II
- Salmson Sal VII, bei dem Pilot und Beobachtercockpit enger zusammengerückt wurden. Aufgrund des Kriegsendes wurde die geplante Serienproduktion gestoppt.

## Technische Daten

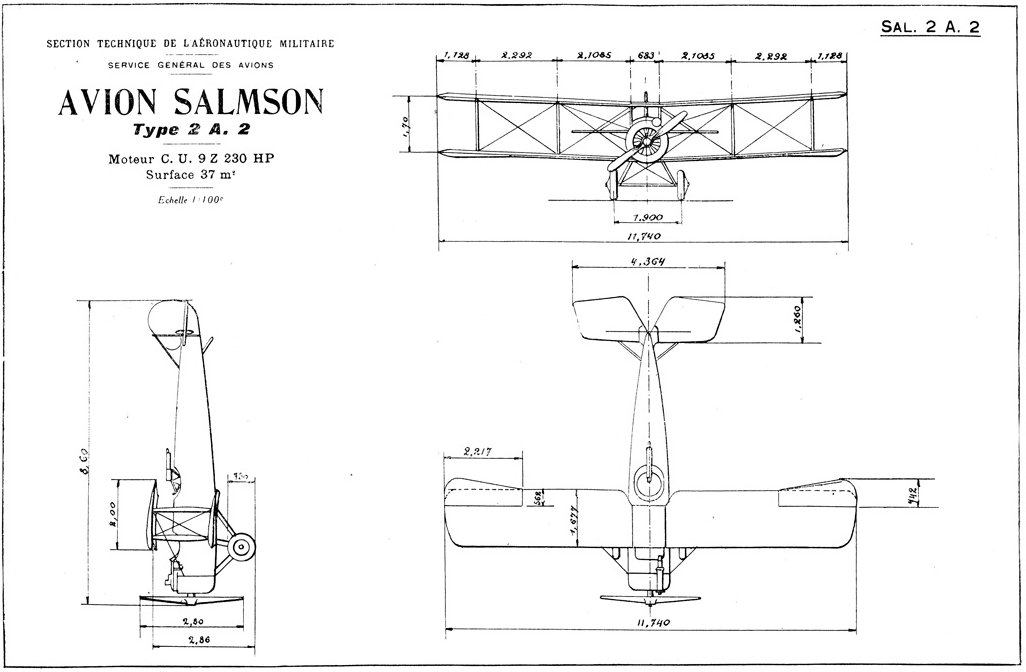
Dreiseitenriss der Salmson 2 A.2

| Kenngröße             | Sal II A2                                                                         | Sal II D.2     | Sal III C.1         | Sal IV Ab.2         | Sal V A.2          | Sal VII           |
| --------------------- | --------------------------------------------------------------------------------- | -------------- | ------------------- | ------------------- | ------------------ | ----------------- |
| Baujahr               | Anfang 1918                                                                       | 1918           | 1918                | 1918                | 1918               | 1918              |
| Einsatz               | Aufklärer, Bomber                                                                 | Schulflugzeug  | Jäger               | Schlachtflugzeug    | Aufklärer          | Aufklärer, Bomber |
| Besatzung             | 2                                                                                 | 2              | 1                   | 2                   | 2                  | 2                 |
| Länge                 | 8,50 m                                                                            |                | 6,40 m              | 8,80 m              | 7,70 m             |                   |
| Höhe                  | 2,90 m                                                                            |                | 2,48 m              | 2,96 m              | 2,82 m             |                   |
| Spannweite            | 11,80 m                                                                           |                | 9,85 m              | 15,20 m             | 11,75 m            |                   |
| Flügelfläche          | 36,4 m²                                                                           |                | 24,00 m²            | 49,28 m²            |                    | 38,70 m²          |
| Leermasse             | 831 kg                                                                            |                | 696 kg              | 1410 kg             |                    |                   |
| Startmasse            | 1341 kg                                                                           |                | 1026 kg             | 1935 kg             |                    |                   |
| Höchstgeschwindigkeit | 188 km/h in Bodennähe 185 km/h in 2000 m 173 km/h in 4000 m 168 km/h in 5000 m    |                | 215 km/h in 2000 m  | 147 km/h in 1000 m  | 169 km/h in 2000 m | 190 km/h          |
| Steigleistung         | 3:55 min auf 1000 m 7:13 min auf 2000 m 17:20 min auf 4000 m 27:30 min auf 5000 m |                | 2:44 min auf 1000 m | 8:21 min auf 1000 m |                    |                   |
| Dienstgipfelhöhe      | 6200 m                                                                            |                |                     |                     |                    |                   |
| Reichweite            | 550 km                                                                            |                |                     |                     |                    |                   |
| Flugdauer             | 3 h                                                                               |                |                     |                     |                    |                   |
| Standardtriebwerk     | Salmson (Canton-Unné-9Z-Sternmotor)                                               | Clerget        | Salmson CU 9z       | Salmson CU 9z       | Salmson CU 9z      | Salmson CU 9z     |
| Startleistung         | 260 PS (191 kW)                                                                   | 130 PS (96 kW) | 275 PS (202 kW)     | 275 PS (202 kW)     | 275 PS (202 kW)    | 275 PS (202 kW)   |
| Bewaffnung            | 1 Vickers- oder Marlin-Maschinengewehr 1-2 Lewis-Maschinengewehre 230 kg Bomben   |                |                     |                     |                    |                   |

## Nachkriegsverwendung

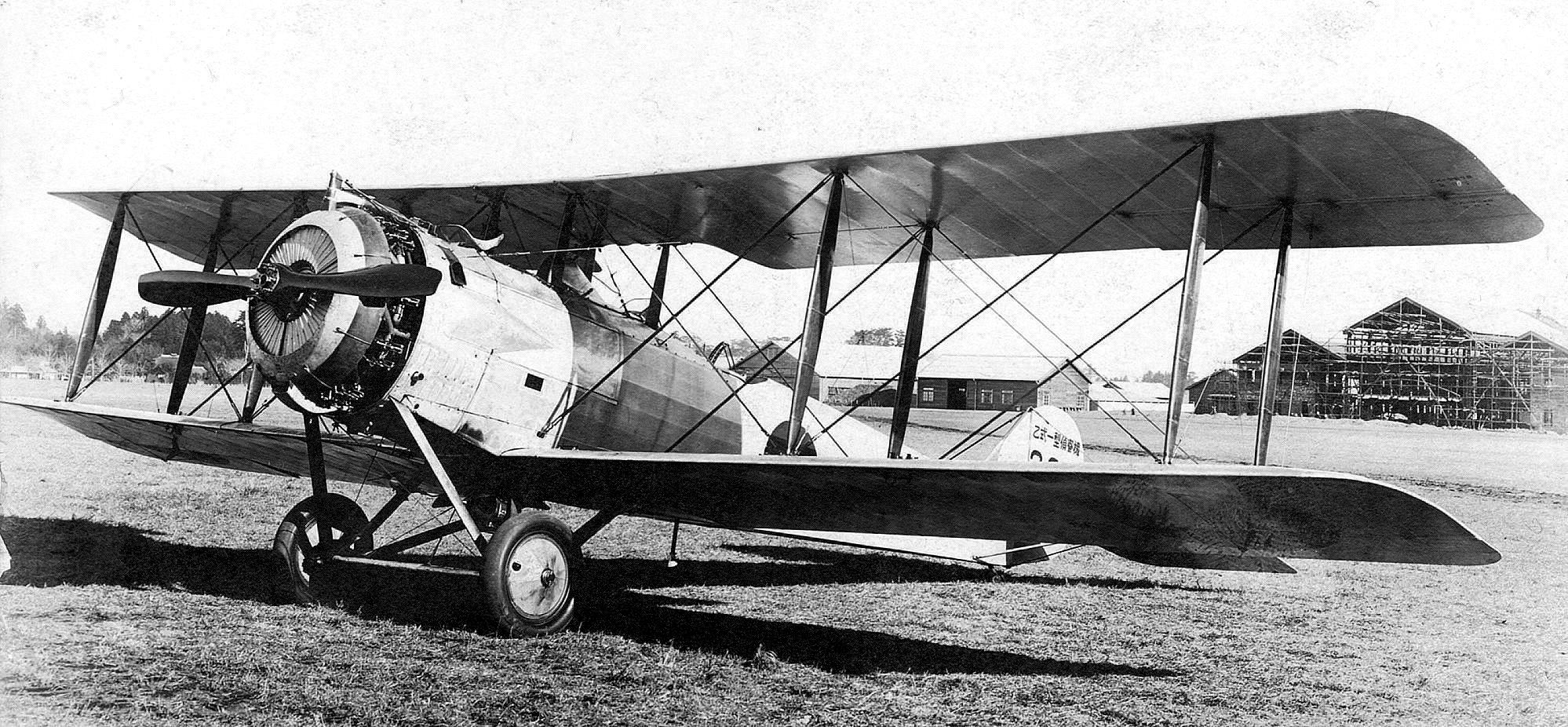
Japanische Otsu 1

Nach dem Krieg entstand durch den Umbau von Militärmaschinen zu Passagierflugzeugen die Zivilvariante Salmson Limousine, die in einer geschlossenen Kabine Platz für zwei Fluggäste bot. Außerdem wurden zahlreiche Sal II als Postflugzeuge verwendet. Pilot René Cornemont und sein Beobachter Pierre-Georges Latécoère absolvierten am 25. Dezember 1918 den ersten Postflug Toulouse-Barcelona; bis 1923 folgten Linienflüge durch mehrere Salmson Sal II nach Marokko.
Zahlreiche Maschinen wurden an kleinere Luftwaffen abgegeben, so verwendete neben der Aviation Militaire Belge auch die junge polnische Luftwaffe bis 1920 45 Maschinen, in Japan erfolgte außerdem kurzzeitig eine Lizenzfertigung von ca. 1000 Flugzeugen unter der Militärbezeichnung Otsu 1 oder Kawasaki-Salmson, davon wurden je 300 von Kawasaki bzw. den Flugzeugwerkstätten der Armee in Tokorozawa gebaut. Einzelne Flugzeuge waren nach dem Krieg in der Tschechoslowakei, Peru und der Sowjetunion im Einsatz.